# Generation Um...
Pour plus de détails, voir Fiche technique et Distribution.
Generation Um... est un film américain réalisé par Mark Mann, sorti en 2012.

## Synopsis
Les destins croisés du new-yorkais John Wall et de deux femmes avec lesquelles il fête son anniversaire, Violet et Mia.

## Fiche technique
- Titre : Generation Um...
- Réalisation : Mark Mann
- Scénario : Mark Mann
- Musique : Will Bates, Phil Mossman et Fall On Your Sword
- Photographie : Mauricio Rubinstein
- Montage : Melody London
- Production : Alison Palmer Bourke, Caroline Kaplan et Lemore Syvan
- Sociétés de production : Voltage Pictures (en), Company Films et Generation Um
- Société de distribution : Phase 4 Films (États-Unis)
- Pays de production :  États-Unis
- Genre : drame
- Durée : 97 minutes
- Dates de sortie : 
  - Thaïlande : 12 juillet 2012 (DVD)
  - États-Unis : 28 mai 2013

## Distribution
- Keanu Reeves : John
- Bojana Novakovic : Violet
- Adelaide Clemens : Mia
- Sarita Choudhury : Lily
- Daniel Sunjata : Charles
- Jake Hoffman : Rob
- Karen Olivo : Carrie Hines
- Ivan Martin : Bobby
- Landon Beard : Mr. Big
- Jon Orsini : Rick
- Angie Martinez : Lizzy

## Accueil
Le film a reçu un accueil défavorable de la critique. Il obtient un score moyen de 25 % sur Metacritic.